# TOI 700 e
TOI 700 e est la quatrième exoplanète connue orbitant autour de TOI 700, une naine rouge dans la constellation de la Dorade.

## Étoile hôte
TOI 700 est une naine rouge de classe spectrale M, dont la masse et le rayon sont environ de 40% de ceux du Soleil, et la température de surface d'environ 3 500 K (contre environ 5 800 K pour le Soleil). Sur toute la durée des mesures photométriques effectuées par TESS, l’étoile n'a montré aucun signe d'éruption. La vitesse de rotation a aussi pu être estimée, et sa faible valeur (54 jours) est également un indicateur de faible activité stellaire.

## Orbite
TOI 700 e orbite autour de son étoile hôte avec une période orbitale de 27,8 jours, comparable à la période orbitale de la Lune de 27,5 jours terrestres. Elle a un rayon orbital d’environ 0,134 UA (20,0 millions de km; 12,5 millions de mi), moins de la moitié de celui de Mercure au Soleil dans le système solaire. Elle reçoit[pas clair] environ 127 % de la lumière solaire de la Terre de son étoile hôte.
TOI 700 e est en résonance orbitale proche de 4:3 avec TOI 700 d.

## Découverte
| Terre | TOI 700 e  |
| ----- | ---------- |
|       | exoplanète |

En novembre 2021, alors que 3 planètes ont été confirmées orbitant autour de TOI 700, une quatrième planète possible, de taille semblable à la Terre, recevant environ 30 % de plus de flux de son étoile-hôte que ce que la Terre reçoit du Soleil, a été trouvée au bord intérieur de la zone habitable de TOI-700. En janvier 2023, l’existence de cette planète, désignée TOI-700 e, a été confirmée.
TOI 700 e est une exoplanète que la NASA présente comme « de type Terre », avec un rayon d'environ 95% de celui de la Terre. Découverte à l'aide des données de TESS (Transiting Exoplanet Survey Satellite), TOI 700 e a une masse d’environ 0,818 Terres et met 27,8 jours pour orbiter une fois autour de son étoile. La planète est dans la zone habitable de l’étoile TOI 700, ce qui signifie qu'à la température d'équilibre il pourrait y avoir de l’eau liquide à sa surface. Dix pour cent plus petite que sa planète voisine TOI 700 d, les deux sont dans la zone habitable de leur étoile-hôte. Cependant TESS aurait besoin d'au moins une année supplémentaire pour acquérir plus de données sur les exoplanètes. Comme il n’y a qu’une douzaine de planètes de type terrestre connues en zone habitable, d’autres recherches et la collecte de données sur le système solaire TOI 700 sont nécessaires pour comprendre les planètes semblables à la Terre.